# Cabestany
Cabestany is een gemeente in het Franse departement Pyrénées-Orientales (regio Occitanie). De plaats maakt deel uit van het arrondissement Perpignan. Cabestany telde op 1 januari 2022 10.414 inwoners.

## Geschiedenis
Op de heuvel Serrat d’en Diumenge ten zuidoosten van het stadscentrum was er tijdens de Romeinse tijd van de 2e eeuw v.Chr. tot de 5e eeuw een permanente bewoning. Hier was een station op de Via Domitia en er werd o.a. aardewerk en geld opgegraven van deze rurale nederzetting.
De plaats Cabestany werd voor het eerst vermeld in de 10e eeuw. De troubadour Guillem de Cabestany (12e eeuw) was afkomstig uit deze plaats. 
Tussen de 12e en de 13e eeuw hing de heerlijkheid Cabestany af van de Tempeliersorde. In 1230 werden de hospitaalridders van de commanderij van Bajoles de nieuwe heren en dit bleef zo tot de Franse Revolutie. De parochiekerk werd een priorij van die orde. De parochiekerk gewijd aan Maria (Notre-Dame des Anges) werd al vermeld in de 10e eeuw. Ze werd verbouwd in de 14e eeuw. In 1934 werd bij de vergroting van de kerk een romaans timpaan van de zogenaamde 'meester van Cabestany' ontdekt.
Cabestany was lang een landbouwgemeente. In 1923 werd het gehucht Saleilles een zelfstandige gemeente. In de loop van de 20e en de 21e eeuw is de gemeente als onderdeel van de agglomeratie van Perpignan sterk verstedelijkt.

## Geografie
De oppervlakte van Cabestany bedroeg op 1 januari 2022 10,42 vierkante kilometer; de bevolkingsdichtheid was toen 999,4 inwoners per km². De gemeente ligt in de vlakte van Roussillon. Cabestany (in het zuiden) vormt met Pia (in het noorden) een aaneengesloten stedelijke agglomeratie met Perpignan.
De onderstaande kaart toont de ligging van Cabestany met de belangrijkste infrastructuur en aangrenzende gemeenten.

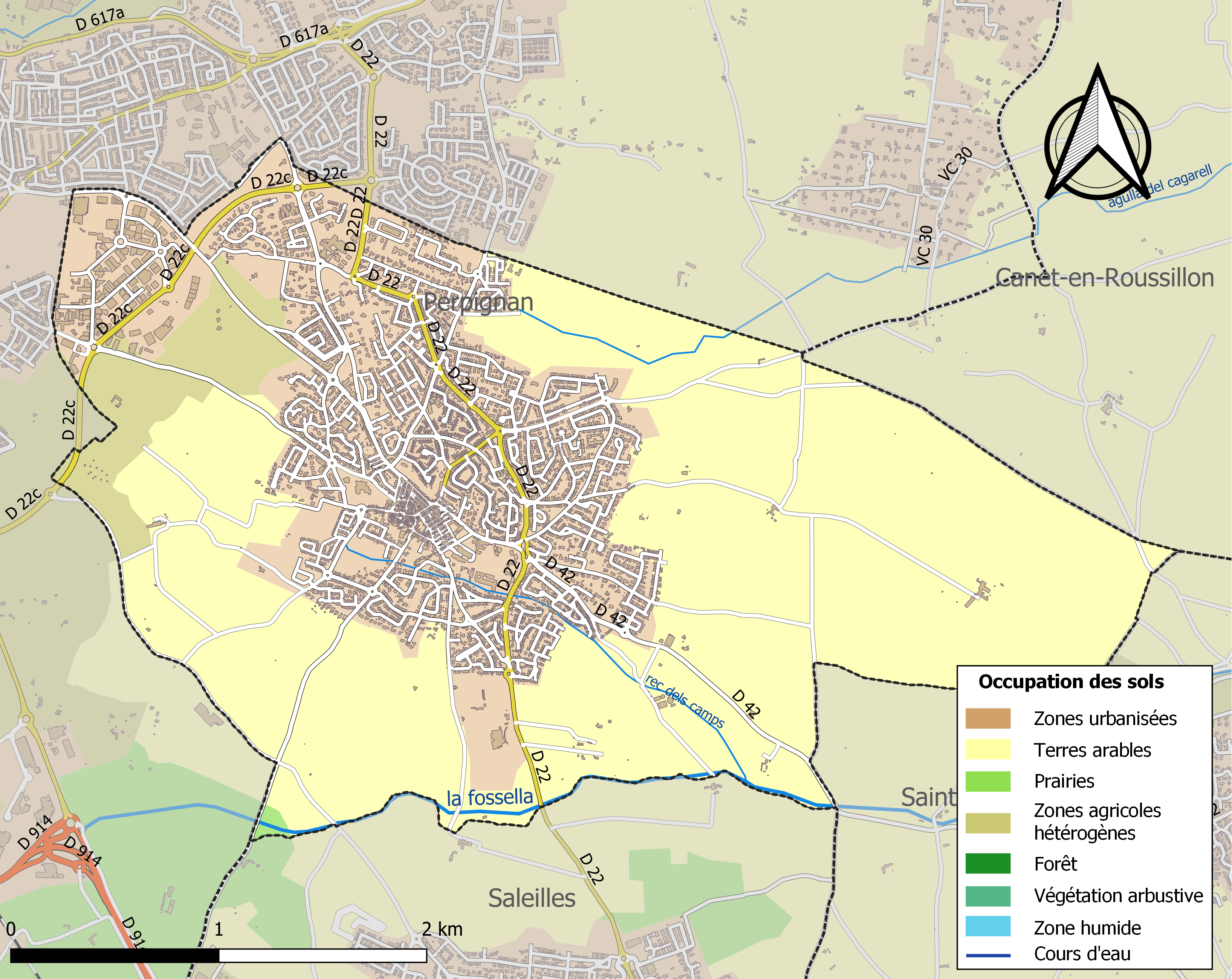

## Politiek

### Lijst van burgemeesters
| Naam burgemeester      | Ambtsperiode |
| ---------------------- | ------------ |
| Mare Beille            | ?-06/1815    |
| Jean Berga             | 06/1815–1825 |
| Antoine Meunier        | 1825–1831    |
| Augustin Oriola        | 1831–1834    |
| Pierre Berga           | 1834–1837    |
| Joseph Sabardeil       | 1837–1848    |
| Joseph Gely            | 1848–1848    |
| Louis Sabardeil        | 1848–1852    |
| Joseph Pons            | 1852–1855    |
| Victor Battle          | 1855–1868    |
| Michel Fort            | 1868-?       |
| Jean Camo              | 1870–1874    |
| Louis Sabardeil        | 1874–1876    |
| Pierre Pastor          | 1876–1878    |
| Jean Nogues            | 1878–1881    |
| Joseph Cavaille        | 1881–1882    |
| Emmanuel Pairi         | 1882–1883    |
| François Badie         | 1883–1884    |
| Théodore Carrere       | 1884–1886    |
| Étienne Casadamont     | 1886–1893    |
| Jean Fort              | 1893–1909    |
| Jacques Comignan       | 1909–1912    |
| François Sagui Escudie | 1912–1921    |
| François Pomarede      | 1921–1924    |
|                        |              |
| Jean Vila              | 1977-        |

## Demografie
Onderstaande figuur toont het verloop van het inwonertal (bron: INSEE-tellingen).